# حسنة الحريزية
حسنه بنت سعيد بن مسلم الحريزية، رائدة في التراث وصناعة الحرفيات وأخصائية مسؤولية مجتمعية عمانية (1969م) صاحبة مركز كنوز ظفار للتحف والهدايا (متحف أحلام المزيونة سابقا)، تمتلك عضوية الاتحاد العالمي الفني للتزيين وجمعية المرأة العمانية بصلالة وعضوية في منتدى صاحبات الأعمال وجمعية المكفوفين بصلالة

## معلومات شخصية
ولدت في ضلكوت سنة 1969 وتزوجت سنة 1982 ولديها ابن وابنة وتعلمت الابتدائية والاعدادية في مدرسة الشهداء السبعة في جادب (مديرية حوف) ثم أكملت الدراسة الثانوية بمدرسة فاطمة الزهراء في عوقد بولاية صلالة.تتحدث العربية والمهرية والجبالية والهوبيوت. تنتمي حسنة الحريزي إلى عضوية كل من الاتحاد العالمي الفني للتزيين وجمعية المرأة العمانية بصلالة. كما انها عضوة في منتدى صاحبات لاعمال وجمعية المكفوفين بصلالة. تعمل كأخصائية مسؤولية مجتمعية بالإضافة إلى كونها مديرة مركز كنوز ظفار للتحف والهدايا.

## مركز كنوز ظفار
بدأت في صناعة البخور والعطور لنفسها ثم الخياطة، وبعد ذلك خاضت التجربة التسويقية من خلال المنتجات التي تقوم بصناعتها بنفسها داخل منزلها، ثم توسعت إلى أن وصلت بها الترويج عن منتجاتها والمشاركة بها في مهرجان خريف صلالة منذ بداية انطلاقته وتزامنه مع فصل الخريف عبر مشاركات جمعيات المرأة العمانية بمحافظة ظفار وهي: صلالة، سدح، مرباط، وطاقة، حيث تولدت فكرة تجميع التراثيات من أجل بناء بيت تراثي ومتحف مصغر يخدم عامة الناس وتعريفهم بالتراث العماني في محافظة ظفار.
صاحبة مركز كنوز ظفار للتحف والهدايا (متحف أحلام المزيونة سابقا). مركز غير ربحي يقع في عوقد. انطلق مع انطلاقة مهرجان خريف صلالة سنة 1998.استغرق تجهيز المعرض 5 سنوات
يعد متحف كنوز ظفار للتراث مركزًا حرفيًّا غير ربحي يزخر بقصص تراثية جميلة، حيث أكدت صاحبة المتحف حسنة بنت سعيد الحريزية أن ارتباطها بالتراث العماني بظفار كان له علاقة وطيدة مع ذكرياتها، فلم يكن تجميع القطع مجرد هواية لديها ولكن الأمر امتد إلى الوطنية وعلاقتها بالبيئة المحيطة بها، حيث إن عشقها الذي تولد صدفة للتراث العماني جعلها تهتم به وتقتنيه بدون تردد، بالرغم من دخلها المحدود، وهذا ما جعلها مميزة فيما تحب، حيث يمثل مركز ظفار للتراث كل البيئات المحيطة بها الريفية والحضرية والبحرية وأيضًا يوجد به عدد من الأزياء التي تمثل تطور الأزياء بالمحافظة ودخول عدد من التعديلات عليه بما يتناسب مع الموضة الدارجة في تلك الأيام، حيث يعود أقدم الأثواب التي يضمه المركز إلى ستينيات القرن الماضي.
يحتوي المركز على عدد من التحف والفضيات والسعفيات والجلديات والمشغولات اليدوية المتنوعة التي تعرف الزائر وتعطيه لمحة عن التاريخ العماني في ظفار.

## المشاركات
شاركت حسنة الحريزي في العديد من المسابقات على مستوى السلطنة فقد شاركت في مسابقة جائزة السلطان قابوس للعمل التطوعي في سنة 2012
ومسابقة جائزة السلطان قابوس للعمل التطوعي (الدورة السادسة 2019) ومهرجان صلالة السياحة 2012
ومعرض الأسر المنتجة 2010 واليوم الحرفي العماني الخامس عشر (2018) ومؤتمر عمان الدولي للمسؤولية المجتمعية 2016 والملتقى الخليجي السابع للمكفوفين (2012) والملتقى الخليجي الثاني للعمل الاجتماعي بتنظيم وزارة التنمية الاجتماعية (2010) وملتقى المرأة الخليجية وملتقى ظفار الثقافي الخامس (2007) ومركز المرأة التطوعي (2018) ومعرض الصناعات الحرفية بالقرية التراثية لمهرجان صلالة السياحي 2018
وبرنامج ريادة الأعمال بتنظيم الهيئة العامة لتنمية المؤسسات الصغيرة والمتوسطة ويوم المرأة العمانية 2017 وملتقى ريادة الأعمال 2015 والملتقى العماني اليمني الثاني لتسهيل الاستثمار2017 ويوم المرأة العمانية 2019 ومعرض ومؤتمر المؤسسات الصغيرة والمتوسطة الثالث 2011 وملتقى الشباب وريادة الأعمال 2015 ومؤتمر الاستشراف والتخطيط للأبداع والتميز «الاستشراف لصناعة المستقبل» 2016

## الجوائز
حازت على جائزة الرؤية الاقتصادية في سنة 2014 عن فئة الرؤية التقديرية للمشروع غير الربحي 

## الوثائق
لها رواية شفوية بهيئة الوثائق والمحفوظات الوطنية سجلتها بتاريخ 30/7/2015 
1. 1 2  "حسنة الحريزية: مركزنا يعنى بالتراث المادي والشفوي ولا أستطيع التخلي عن أية مقتنيات مهما قُدم لي من ثمن". جمعية الصحفيين العمانية. 20 سبتمبر 2021. مؤرشف من الأصل في 2021-11-12. اطلع عليه بتاريخ 2021-11-12.
2. 1 2  مقابلة مع الفاضلة حسنة الحريزي بتاريخ 8/10/2021
3. ↑  جريدة عمان للصحافة والنشر والاعلان